# Aller (Somerset)
Aller is een civil parish in het Engelse graafschap Somerset met 410 inwoners (2011).

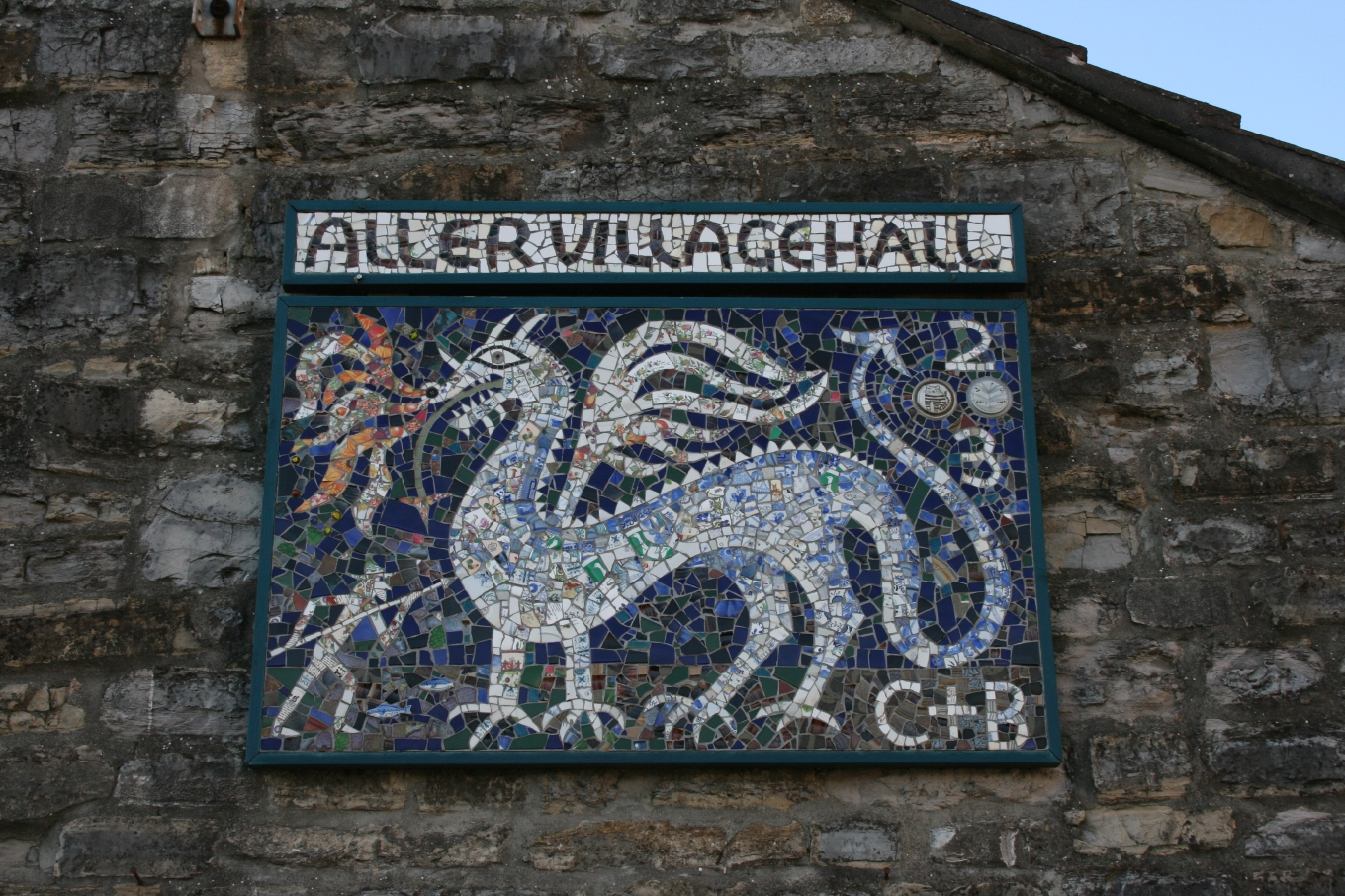
Draakmozaïek in Aller